# Marius Bear
Marius Hügli, poklicno znan kot Marius Bear, švicarski pevec * 21. april 1993.

## Kariera
Marius Bear prihaja iz Appenzella. Nekaj časa je živel v Avstraliji, zato ima tako švicarsko kot avstralsko državljanstvo. Izučil se je za gradbenika, od leta 2016 pa je aktiven kot glasbenik. 
Leta 2018 je izdal svoj prvenec, EP Sanity. Njegov prvi album, Not Loud Enough, je izšel leta 2019. Leta 2019 je prejel švicarsko glasbeno nagrado v kategoriji »najboljši talent«. Marca 2022 je bilo objavljeno, da bo Marius Bear zastopal Švico na Pesmi Evrovizije 2022 s pesmijo »Boys Do Cry«. Nastopil je v prvem polfinalu in se uvrstil v finale. V finalu je končal na 17. mestu z 78 točkami, ki so vse prišle od žirije. Po telefonskem glasovanju je prejel 0 točk. Oktobra 2022 je izdal singel »Waiting For Love«, za katerega je razkril, da je bil skoraj izbran za na Evrovizijo.

## Diskografija

### Studijski albumi
| Naslov          | Podrobnosti                                                                               | Uvrstitve na lestvici |
| Naslov          | Podrobnosti                                                                               | ŠVI                   |
| --------------- | ----------------------------------------------------------------------------------------- | --------------------- |
| Not Loud Enough | - Objavljeno: 13. decembra 2019 - Založba: Hi-Tea - Formati: digitalni prenos, pretakanje | 20                    |
| Boys Do Cry     | - Objavljeno: 25. marca 2022 - Založba: Hi-Tea - Formati: digitalni prenos, pretakanje    | 5                     |

### Mini albumi
| Naslov                                                                                | Podrobnosti                                                                                        | Uvrstitve na lestvici |
| Naslov                                                                                | Podrobnosti                                                                                        | ŠVI                   |
| ------------------------------------------------------------------------------------- | -------------------------------------------------------------------------------------------------- | --------------------- |
| Sanity                                                                                | - Objavljeno: 13. julija 2018 - Založba: Samostojno izdano - Formati: digitalni prenos, pretakanje | 36                    |
| When We Get There We'll Know                                                          | - Objavljeno: 26. aprila 2024 - Založba: Hi-Tea - Formati: digitalni prenos, pretakanje            | —                     |
| »—« označuje posnetek, ki ni bil uvrščen na lestvico ali ni bil izdan na tem ozemlju. | |                       |

### Pesmi
| Naslov                                                                                | Leto | Najvišje uvrstitve na lestvici | Najvišje uvrstitve na lestvici | Najvišje uvrstitve na lestvici | Album       |
| Naslov                                                                                | Leto | ŠVI                            | LTU                            | NLD                            | Album       |
| ------------------------------------------------------------------------------------- | ---- | ------------------------------ | ------------------------------ | ------------------------------ | ----------- |
| »I Wanna Dance with Somebody (Who Loves Me)«                                          | 2020 | 74                             | —                              | —                              |             |
| »Boys Do Cry«                                                                         | 2022 | 32                             | 45                             | 30                             | Boys Do Cry |
| »Again« (s stresom)                                                                   | 2022 | 74                             | —                              | —                              |             |
| »—« označuje posnetek, ki ni bil uvrščen na lestvico ali ni bil izdan na tem ozemlju. |      |                                |                                |                                |             |